# Сайги
Сайга, (лат. Saiga tatarica) — род парнокопытных млекопитающих из подсемейства настоящих антилоп. Самка — сайга, самец — сайгак или маргач. В Плейстоцене (от 2 млн до 10 тыс. лет назад) были широко распространены в предледниковых степях и холодных саваннах северной Евразии от Британских островов на западе до северо-западной Канады на востоке. В настоящее время осталось несколько разрозненных популяций в степях и полупустынях Средней и Центральной Азии.
В роде один современный и один вымерший вид:
- Сайга (Saiga tatarica) — к настоящему времени сохранилось 5 изолированных популяций двух подвидов[1]:

S. tatarica tatarica — четыре популяции в России (Северо-Западный Прикаспий) и Казахстане;
S. tatarica mongolica — одна крайне малочисленная популяция в северо-западной Монголии;
S. tatarica binagadensis † — в среднем Плейстоцене населяла засушливые ландшафты Азербайджана.
- Плейстоценовая сайга (Saiga borealis) † — древний, ныне вымерший вид, предок современной сайги. В эпоху Плейстоцена была широко распространена в северной Евразии. Входила в состав мамонтовой фауны. Различают два подвида:

S. borealis borealis — Восточная Сибирь и Аляска
S. borealis prisca — Европа, Урал и Западная Сибирь